# Nederländerna i olympiska sommarspelen 1980
Nederländerna deltog i de olympiska sommarspelen 1980 med en trupp bestående av 75 deltagare, 57 män och 18 kvinnor, vilka deltog i 56 tävlingar i tio sporter. Landet deltog inte i den av USA ledda bojkotten mot spelen, men visade sitt stöd genom att tävla under den olympiska flaggan istället för den egna flaggan. Nederländerna slutade på trettionde plats i medaljligan, med en silvermedalj och två bronsmedaljer.

## Medaljer

### Silver
- Gerard Nijboer - Friidrott, Maraton

### Brons
- Henk Numan - Judo, Halv tungvikt
- Conny van Bentum, Wilma van Velsen, Reggie de Jong, Annelies Maas - Simning, 4 x 100 m frisim

## Bågskytte
Damernas individuella tävling
- Catherina Floris — 2382 poäng (→ 6:e plats)

Herrarnas individuella tävling
- Martinus Reniers — 2418 poäng (→ 8:e plats)

## Cykling
Herrarnas linjelopp
- Adri van der Poel
- Jacques Hanegraaf
- Peter Winnen
- Jacques van Meer

Herrarnas lagtempolopp
- Guus Bierings
- Jacques Hanegraaf
- Theo Hogervorst
- Adri van der Poel

Herrarnas sprint
- Lau Veldt

## Friidrott
Herrarnas 100 meter
- Mario Westbroek
  - Heat — 10,91 (→ gick inte vidare)

Herrarnas 200 meter
- Henk Brouwer
  - Heat — 21,96 (→ gick inte vidare)

Herrarnas 10 000 meter
- Gerard Tebroke
  - Heat — 29:05,0 (→ gick inte vidare)

Herrarnas maraton
- Gerard Nijboer
  - Final — 2:11:20 (→  Silver)

- Cor Vriend
  - Final — 2:26:41 (→ 41:e plats)

Herrarnas 4 x 400 meter stafett
- Henk Brouwer, Mario Westbroek, Marcel Klarenbeek och Harry Schulting
  - Heat — 3:06,0 (→ gick inte vidare)

Herrarnas 400 meter häck
- Harry Schulting
  - Heat — 50,01
  - Semifinal — 50,61 (→ gick inte vidare)

Damernas 100 meter
- Els Vader
  - Heat — 11,61
  - Kvartsfinal — fullföljde inte (→ gick inte vidare)

Damernas femkamp
- Sylvia Barlag — 4333 poäng (→ 10:e plats)
  1. 100 meter — 14,20s
  2. Kulstötning — 11,82m
  3. Höjdhopp — 1,80m
  4. Lägndhopp — 6,05m
  5. 800 meter — 2:16,40